# Дискографія Леді Гаги
Американська поп-співачка та авторка пісень Леді Гага випустила сім студійних альбомів та 39 синглів.

## Альбоми

### Студійні альбоми
| Назва                             | Деталі про альбом                                            | Місце в чартах | Місце в чартах | Місце в чартах | Місце в чартах | Місце в чартах | Місце в чартах | Місце в чартах | Місце в чартах | Місце в чартах | Місце в чартах | Продажі                                                                                         | Сертифікація (таблиця продажів та сертифікатів) |
| Назва                             | Деталі про альбом                                            | [ 1 ]          | [ 2 ]          | [ 3 ]          | [ 4 ]          | [ 5 ]          | [ 6 ]          | [ 7 ]          | [ 8 ]          | [ 9 ]          | [ 10 ]         | Продажі                                                                                         | Сертифікація (таблиця продажів та сертифікатів) |
| --------------------------------- | ------------------------------------------------------------ | -------------- | -------------- | -------------- | -------------- | -------------- | -------------- | -------------- | -------------- | -------------- | -------------- | ----------------------------------------------------------------------------------------------- | --- |
| The Fame                          | - Формат: CD, Цифрове завантаження, USB-флеш-накопичувач, LP | 2              | 3              | 1              | 1              | 2              | 1              | 13             | 2              | 1              | 1              | - : 15,000,000 (включаючи The Fame Monster) - : 4,790,000 - : 476,000 - : 650,000 - : 2,995,891 | - : 3× Платина - : 4× Платина - : 10× Платина - : 9× Золото - : 4× Платина - : 7× Платина - : 4× Платина - : 7× Платина - : 5× Платина - : Діамант |
| Born This Way                     | - Формат: CD, цифрове завантаження, USB-флеш-накопичувач, LP | 1              | 1              | 1              | 1              | 1              | 1              | 1              | 1              | 1              | 1              | - : 6,000,000 - : 2,420,000 - : 93,000 - : 190,000 - : 989,000                                  | - : 2× Платина - : 2× Платина - : 3× Платина - : Платина - : Платина - : Платина - : Платина - : 4× Платина - : Платина - : 2× Платина             |
| Artpop                            | - Формат: CD, цифрове завантаження, LP                       | 1              | 2              | 1              | 3              | 3              | 3              | 2              | 2              | 2              | 1              | - : 2,500,000 - : 775,000 - : 60,000 - : 207,243                                                | - : Платина - : Золото - : Золото - : Золото - : Золото - : Платина - : Платина                                                                    |
| Cheek to Cheek (із Тоні Беннетом) | - Формат: CD, цифрове завантаження, LP                       | 1              | 7              | 6              | 3              | 9              | 12             | 6              | 3              | 7              | 10             | - : 1,000,000 - : 760,000 - : 40,000                                                            | - : Золото - : Золото - : Срібло - : Платина |
| Joanne                            | - Формат: CD, цифрове завантаження, LP                       | 1              | 2              | 9              | 2              | 9              | 6              | 2              | 2              | 3              | 3              | - : 1,000,000 - : 616,000 - : 20,000 - : 143,315                                                | - : Платина - : Золото - : Золото - : Золото - : Золото                                                                                            |

### Альбоми-саундтреки
| Назва                                | Деталі про альбом                      | Місце в чартах | Місце в чартах | Місце в чартах | Місце в чартах | Місце в чартах | Місце в чартах | Місце в чартах | Місце в чартах | Місце в чартах | Місце в чартах | Продажі                | Сертифікація (таблиця продажів та сертифікатів)                       |
| Назва                                | Деталі про альбом                      | [ 1 ]          | [ 2 ]          | [ 3 ]          | [ 4 ]          | [ 5 ]          | [ 6 ]          | [ 7 ]          | [ 8 ]          | [ 9 ]          | [ 10 ]         | Продажі                | Сертифікація (таблиця продажів та сертифікатів)                       |
| ------------------------------------ | -------------------------------------- | -------------- | -------------- | -------------- | -------------- | -------------- | -------------- | -------------- | -------------- | -------------- | -------------- | ---------------------- | --------------------------------------------------------------------- |
| Народження зірки (із Бредлі Купером) | - Формат: CD, цифрове завантаження, LP | 1              | 1              | 2              | 1              | 5              | 5              | 4              | 1              | 1              | 1              | - : 248,000 - : 81,530 | - : Платина - : Платина - : Золото - : Платина - : Платина - : Золото |

### Мініальбоми
| Назва                                                                          | Деталі про альбом                                                    | Місце в чартах | Місце в чартах | Місце в чартах | Місце в чартах | Місце в чартах | Місце в чартах | Місце в чартах | Місце в чартах | Місце в чартах | Місце в чартах | Продажі                                         | Сертифікація (таблиця продажів та сертифікатів)                                     |
| Назва                                                                          | Деталі про альбом                                                    | [ 1 ]          | [ 2 ]          | (Валонія)      | [ 4 ]          | [ 5 ]          | [ 7 ]          | [ 40 ]         | [ 8 ]          | [ 41 ]         | [ 10 ]         | Продажі                                         | Сертифікація (таблиця продажів та сертифікатів)                                     |
| ------------------------------------------------------------------------------ | -------------------------------------------------------------------- | -------------- | -------------- | -------------- | -------------- | -------------- | -------------- | -------------- | -------------- | -------------- | -------------- | ----------------------------------------------- | ----------------------------------------------------------------------------------- |
| The Cherrytree Sessions                                                        | - Формат: CD, цифрове завантаження                                   | —              | —              | —              | —              | —              | —              | —              | —              | —              | —              | - : 9,000                                       |                                                                                     |
| Hitmixes                                                                       | - Формат: CD                                                         | —              | —              | —              | 8              | —              | —              | —              | —              | —              | —              |                                                 |                                                                                     |
| The Fame Monster                                                               | - Формат: CD, цифрове завантаження, USB flash drive, міні-альбом, LP | 5              | 1              | 5              | 6              | 13             | 2              | 2              | 1              | 2              | 1              | - : Дивитися The Fame - : 1,640,000 - : 177,122 | - : Платина - : 3× Платина - : 2× Платина - : Платина - : 2× Платина - : 2× Платина |
| A Very Gaga Holiday                                                            | - Формат: Цифрове завантаження                                       | 52             | —              | —              | 74             | —              | —              | —              | —              | —              | —              | - : 45,000                                      |                                                                                     |
| «—» означає, що альбом або не вийшов у цій країні, або не брав участі у чарті. |                                                                      |                |                |                |                |                |                |                |                |                |                |                                                 |                                                                                     |

### Збірки
| Назва                                                                          | Деталі про альбом                      | Місце в чартах | Місце в чартах | Місце в чартах | Місце в чартах | Місце в чартах | Місце в чартах | Місце в чартах | Місце в чартах | Місце в чартах | Місце в чартах | Продажі                                        | Сертифікація (таблиця продажів та сертифікатів) |
| Назва                                                                          | Деталі про альбом                      | [ 1 ]          | [ 2 ]          | (Валонія)      | [ 4 ]          | [ 5 ]          | [ 7 ]          | [ 40 ]         | [ 8 ]          | [ 41 ]         | [ 10 ]         | Продажі                                        | Сертифікація (таблиця продажів та сертифікатів) |
| ------------------------------------------------------------------------------ | -------------------------------------- | -------------- | -------------- | -------------- | -------------- | -------------- | -------------- | -------------- | -------------- | -------------- | -------------- | ---------------------------------------------- | ----------------------------------------------- |
| The Remix                                                                      | - Формат: CD, цифрове завантаження, LP | 6              | 12             | 6              | 5              | 19             | 22             | 7              | 9              | 40             | 3              | - : 500,000 - : 315,000 - : 50,000 - : 166,440 | - : Золото                                      |
| The Singles                                                                    | - Формат: 9CD box set                  | —              | —              | —              | —              | —              | —              | 166            | —              | —              | —              |                                                |                                                 |
| Born This Way: The Remix                                                       | - Формат: CD, цифрове завантаження, LP | 105            | 62             | 69             | 49             | 71             | 89             | 14             | —              | —              | 77             | - : 62,000 - : 10,000 - : 16,094               |                                                 |
| «—» означає, що альбом або не вийшов у цій країні, або не брав участі у чарті. |                                        |                |                |                |                |                |                |                |                |                |                |                                                |                                                 |

### Відеоальбоми
| Назва                                                                          | Деталі про альбом                            | Місце в чартах | Місце в чартах | Місце в чартах | Місце в чартах | Місце в чартах | Місце в чартах | Місце в чартах | Місце в чартах | Місце в чартах | Місце в чартах | Сертифікація (таблиця продажів та сертифікатів) |
| Назва                                                                          | Деталі про альбом                            | [ 53 ]         | [ 54 ]         | [ 55 ]         | [ 56 ]         | [ 6 ]          | [ 57 ]         | [ 58 ]         | [ 59 ]         | [ 60 ]         | [ 61 ]         | Сертифікація (таблиця продажів та сертифікатів) |
| ------------------------------------------------------------------------------ | -------------------------------------------- | -------------- | -------------- | -------------- | -------------- | -------------- | -------------- | -------------- | -------------- | -------------- | -------------- | ----------------------------------------------- |
| The Fame Monster: Video EP                                                     | - Формат: Цифрове завантаження               | —              | —              | —              | —              | —              | —              | —              | —              | —              | —              |                                                 |
| Lady Gaga Presents the Monster Ball Tour: At Madison Square Garden             | - Формат: DVD, Blu-ray, цифрове завантаження | 1              | 2              | 5              | 1              | 55             | 1              | 3              | 3              | 2              | 4              | - : 2× Платина - : Золото - : 2× Платина        |
| Tony Bennett and Lady Gaga: Cheek to Cheek Live!                               | - Формат: DVD, Blu-ray, цифрове завантаження | 1              | 3              | 7              | 3              | —              | 3              | —              | 3              | —              | 10             |                                                 |
| «—» означає, що альбом або не вийшов у цій країні, або не брав участі у чарті. |                                              |                |                |                |                |                |                |                |                |                |                |                                                 |

## Сингли

### Провідні сингли
| Назва                                                                         | Рік  | Місце в чартах | Місце в чартах | Місце в чартах | Місце в чартах | Місце в чартах | Місце в чартах | Місце в чартах | Місце в чартах | Місце в чартах | Місце в чартах | Сертифікація (таблиця продажів та сертифікатів)                                                                                   | Альбом            |
| Назва                                                                         | Рік  | [ 63 ]         | [ 2 ]          | [ 3 ]          | [ 64 ]         | [ 5 ]          | [ 6 ]          | [ 7 ]          | [ 8 ]          | [ 9 ]          | [ 65 ]         | Сертифікація (таблиця продажів та сертифікатів)                                                                                   | Альбом            |
| ----------------------------------------------------------------------------- | ---- | -------------- | -------------- | -------------- | -------------- | -------------- | -------------- | -------------- | -------------- | -------------- | -------------- | --- | ----------------- |
| «Just Dance» (із Colby O'Donis)                                               | 2008 | 1              | 1              | 8              | 1              | 14             | 10             | 36             | 3              | 8              | 1              | - : 8× Платина - : 3× Платина - : Платина - : Золото - : 2× Платина - : 6× Платина - : Платина                                    | The Fame          |
| «Poker Face»                                                                  | 2008 | 1              | 1              | 1              | 1              | 1              | 1              | 2              | 1              | 1              | 1              | - : Діамант - : 6× Платина - : 2× Платина - : 3× Платина - : 2× Платина - : Золото - : 3× Платина - : 8× Платина - : 2× Платина   | The Fame          |
| «Eh, Eh (Nothing Else I Can Say)»                                             | 2009 | —              | 15             | —              | 68             | 7              | —              | —              | 9              | —              | —              | - : Золото - : Золото - : Золото                                                                                                  | The Fame          |
| «LoveGame»                                                                    | 2009 | 5              | 4              | 6              | 2              | 5              | 7              | —              | 12             | 15             | 19             | - : 3× Платина - : Платина - : Срібло - : 2× Платина - : Золото                                                                   | The Fame          |
| «Paparazzi»                                                                   | 2009 | 6              | 2              | 3              | 3              | 6              | 1              | 3              | 5              | 4              | 4              | - : 4× Платина - : 2× Платина - : Платина - : Платина - : Платина - : Золото - : Золото                                           | The Fame          |
| «Bad Romance»                                                                 | 2009 | 2              | 2              | 1              | 1              | 1              | 1              | 1              | 2              | 2              | 1              | - : 11× Платина - : 4× Платина - : 2× Платина - : 3× Платина - : 2× Платина - : Платина - : 7× Платина - : 2× Платина - : Платина | The Fame Monster  |
| «Telephone» (із Бейонсе)                                                      | 2010 | 3              | 3              | 3              | 3              | 3              | 3              | 2              | 3              | 4              | 1              | - : 3× Платина - : 3× Платина - : Платина - : Золото - : Платина - : Золото - : 3× Платина - : Платина - : Золото                 | The Fame Monster  |
| «Alejandro»                                                                   | 2010 | 5              | 2              | 2              | 4              | 3              | 2              | 2              | 11             | 3              | 7              | - : 2× Платина - : Платина - : Золото - : Платина - : 2× Платина - : Платина - : Золото - : Золото                                | The Fame Monster  |
| «Dance in the Dark»                                                           | 2010 | —              | 24             | —              | 88             | —              | —              | —              | —              | —              | 89             | | The Fame Monster  |
| «Born This Way»                                                               | 2011 | 1              | 1              | 1              | 1              | 2              | 1              | 2              | 1              | 1              | 3              | - : 4× Платина - : 4× Платина - : Платина - : Платина - : Платина - : Платина - : Платина                                         | Born This Way     |
| «Judas»                                                                       | 2011 | 10             | 6              | 6              | 8              | 7              | 23             | 3              | 12             | 8              | 8              | - : 2× Платина - : Платина - : Срібло - : Золото - : Золото                                                                       | Born This Way     |
| «The Edge of Glory»                                                           | 2011 | 3              | 2              | 3              | 3              | 7              | 3              | 2              | 3              | 10             | 6              | - : 3× Платина - : 2× Платина - : Платина - : Золото - : Платина - : Золото - : Золото                                            | Born This Way     |
| «Yoü and I»                                                                   | 2011 | 6              | 14             | 8              | 10             | 98             | 21             | 19             | 5              | 32             | 23             | - : 3× Платина - : Золото - : Срібло - : Золото                                                                                   | Born This Way     |
| «The Lady Is a Tramp» (із Тоні Беннеттом)                                     | 2011 | —              | —              | —              | —              | —              | —              | 50             | —              | —              | 188            | | Duets II          |
| «Marry the Night»                                                             | 2011 | 29             | 88             | 13             | 11             | 50             | 17             | 42             | —              | 34             | 16             | - : Золото - : Срібло | Born This Way     |
| «Applause»                                                                    | 2013 | 4              | 11             | 6              | 4              | 3              | 5              | 2              | 7              | 7              | 5              | - : 3× Платина - : Платина - : Золото - : Золото - : Платина - : 2× Платина - : Золото                                            | Artpop            |
| «Do What U Want» (із R. Kelly)                                                | 2013 | 13             | 21             | 10             | 3              | 8              | 14             | 3              | 12             | 14             | 9              | - : Платина - : Золото - : Золото - : Платина - : Золото                                                                          | Artpop            |
| «G.U.Y.»                                                                      | 2014 | 76             | 88             | —              | —              | 92             | —              | 98             | —              | —              | 115            | | Artpop            |
| «Anything Goes» (із Тоні Беннеттом)                                           | 2014 | —              | —              | —              | —              | 178            | —              | 65             | —              | —              | 174            | | Cheek to Cheek    |
| «I Can't Give You Anything but Love» (із Тоні Беннеттом)                      | 2014 | —              | —              | —              | —              | 173            | —              | 76             | —              | —              | —              | | Cheek to Cheek    |
| «Til It Happens to You»                                                       | 2015 | 95             | —              | —              | 46             | 46             | —              | —              | —              | —              | 171            | | Сингл без альбому |
| «Perfect Illusion»                                                            | 2016 | 15             | 14             | 21             | 17             | 1              | 31             | 5              | 31             | 16             | 12             | - : Золото - : Золото - : Золото                                                                                                  | Joanne            |
| «Million Reasons»                                                             | 2016 | 4              | 34             | 52             | 16             | 29             | 85             | 12             | —              | 7              | 39             | - : Платина - : Платина - : Срібло - : 2× Платина - : Золото - : Золото                                                           | Joanne            |
| «The Cure»                                                                    | 2017 | 39             | 10             | 37             | 33             | 4              | 57             | 36             | —              | 41             | 19             | - : Платина - : Платина - : Срібло - : Золото                                                                                     | Сингл без альбому |
| «Joanne»                                                                      | 2017 | —              | —              | —              | —              | 45             | —              | —              | —              | —              | 154            | | Joanne            |
| «Shallow» (із Бредлі Купером)                                                 | 2018 | 5              | 1              | 1              | 3              | 6              | 10             | 2              | 1              | 1              | 1              | - : Платина - : Золото - : Золото - : 2× Платина - : Платина - : Золото                                                           | A Star Is Born    |
| «Always Remember Us This Way»                                                 | 2018 | 41             | 12             | 36             | 32             | 60             | 91             | 50             | 14             | 8              | 25             | - : Золото | A Star Is Born    |
| «—» означає, що сингл або не вийшов у цій країні, або не брав участі у чарті. |      |                |                |                |                |                |                |                |                |                |                | |                   |

### Як співвиконавець
| Назва                                                                         | Рік  | Місце в чартах | Місце в чартах | Місце в чартах | Місце в чартах | Місце в чартах | Місце в чартах | Альбом            |
| Назва                                                                         | Рік  | [ 63 ]         | [ 2 ]          | (Фландрія)     | [ 64 ]         | [ 81 ]         | [ 65 ]         | Альбом            |
| ----------------------------------------------------------------------------- | ---- | -------------- | -------------- | -------------- | -------------- | -------------- | -------------- | ----------------- |
| «Chillin» (із Wale)                                                           | 2009 | 99             | 29             | —              | 73             | 19             | 12             | Attention Deficit |
| «3-Way (The Golden Rule)» (із The Lonely Island та Джастіном Тімберлейком)    | 2011 | —              | —              | —              | —              | —              | —              | The Wack Album    |
| «—» означає, що сингл або не вийшов у цій країні, або не брав участі у чарті. |      |                |                |                |                |                |                |                   |

### Промо-сингли
| Назва                                                                         | Рік  | Місце в чартах | Місце в чартах | Місце в чартах | Місце в чартах | Місце в чартах | Місце в чартах | Місце в чартах | Місце в чартах | Місце в чартах | Місце в чартах | Сертифікація (таблиця продажів та сертифікатів) | Альбом                        |
| Назва                                                                         | Рік  | [ 63 ]         | [ 2 ]          | [ 64 ]         | [ 5 ]          | [ 6 ]          | [ 7 ]          | [ 82 ]         | [ 8 ]          | [ 9 ]          | [ 65 ]         | Сертифікація (таблиця продажів та сертифікатів) | Альбом                        |
| ----------------------------------------------------------------------------- | ---- | -------------- | -------------- | -------------- | -------------- | -------------- | -------------- | -------------- | -------------- | -------------- | -------------- | ----------------------------------------------- | ----------------------------- |
| «Beautiful, Dirty, Rich»                                                      | 2008 | —              | —              | —              | —              | —              | —              | —              | —              | —              | 83             | - : Золото                                      | The Fame                      |
| «Vanity»                                                                      | 2008 | —              | —              | —              | —              | —              | —              | —              | —              | —              | —              |                                                 | rowspan="2" Сингл без альбому |
| «Christmas Tree» (із Space Cowboy)                                            | 2008 | —              | —              | 79             | —              | —              | —              | —              | —              | —              | —              |                                                 |                               |
| «Hair»                                                                        | 2011 | 12             | 20             | 11             | 12             | —              | 5              | —              | 9              | —              | 13             |                                                 | Born This Way                 |
| «Venus»                                                                       | 2013 | 32             | 31             | 19             | 9              | 35             | 7              | —              | 20             | 18             | 76             |                                                 | Artpop                        |
| «Dope»                                                                        | 2013 | 8              | 34             | 96             | 8              | 34             | 5              | —              | 20             | 15             | 124            |                                                 | Artpop                        |
| «Winter Wonderland» (із Тоні Беннеттом)                                       | 2014 | —              | —              | —              | —              | —              | —              | —              | —              | —              | —              |                                                 | Сингл без альбому             |
| «A-Yo»                                                                        | 2016 | 66             | —              | 55             | 167            | —              | —              | —              | —              | 62             | 66             |                                                 | Joanne                        |
| «Your Song»                                                                   | 2018 | —              | —              | —              | 31             | —              | —              | 27             | —              | —              | —              |                                                 | Revamp                        |
| «—» означає, що сингл або не вийшов у цій країні, або не брав участі у чарті. |      |                |                |                |                |                |                |                |                |                |                |                                                 |                               |

## Інші чартовані пісні
| Назва                                                                         | Рік  | Місце в чартах | Місце в чартах | Місце в чартах | Місце в чартах | Місце в чартах | Місце в чартах | Місце в чартах | Місце в чартах | Місце в чартах | Місце в чартах | Сертифікація (таблиця продажів та сертифікатів) | Альбом               |
| Назва                                                                         | Рік  | [ 63 ]         | [ 2 ]          | [ 64 ]         | [ 5 ]          | [ 81 ]         | [ 7 ]          | [ 8 ]          | [ 41 ]         | [ 9 ]          | [ 85 ]         | Сертифікація (таблиця продажів та сертифікатів) | Альбом               |
| ----------------------------------------------------------------------------- | ---- | -------------- | -------------- | -------------- | -------------- | -------------- | -------------- | -------------- | -------------- | -------------- | -------------- | ----------------------------------------------- | -------------------- |
| «The Fame»                                                                    | 2008 | —              | 73             | —              | —              | —              | —              | —              | —              | —              | —              |                                                 | The Fame             |
| «Starstruck» (із Space Cowboy та Flo Rida)                                    | 2008 | —              | —              | 74             | —              | —              | —              | —              | —              | —              | 191            | - : Золото                                      | The Fame             |
| «Big Girl Now» (із New Kids on the Block)                                     | 2008 | —              | —              | 84             | —              | —              | —              | —              | —              | —              | —              |                                                 | The Block            |
| «Video Phone (Extended Remix)» (із Бейонсе)                                   | 2009 | 65             | 31             | —              | —              | —              | —              | 32             | —              | —              | 58             |                                                 | I Am... Sasha Fierce |
| «Monster»                                                                     | 2009 | —              | 80             | —              | —              | —              | —              | 29             | —              | —              | 68             |                                                 | The Fame Monster     |
| «Speechless»                                                                  | 2009 | 94             | —              | 67             | —              | —              | —              | —              | —              | —              | 88             |                                                 | The Fame Monster     |
| «So Happy I Could Die»                                                        | 2009 | —              | —              | —              | —              | —              | —              | —              | 53             | —              | 84             |                                                 | The Fame Monster     |
| «Teeth»                                                                       | 2009 | —              | —              | —              | —              | —              | —              | —              | —              | —              | 107            |                                                 | The Fame Monster     |
| «Poker Face / Speechless / Your Song» (із Елтоном Джоном)                     | 2010 | —              | —              | —              | 94             | —              | —              | —              | —              | —              | —              |                                                 | Позаальбомовий сингл |
| «Scheiße»                                                                     | 2011 | —              | —              | —              | —              | —              | —              | —              | —              | —              | 136            |                                                 | Born This Way        |
| «Black Jesus + Amen Fashion»                                                  | 2011 | —              | —              | —              | —              | —              | —              | —              | —              | —              | 172            |                                                 | Born This Way        |
| «Fashion of His Love»                                                         | 2011 | —              | —              | —              | —              | —              | —              | —              | —              | —              | 140            |                                                 | Born This Way        |
| «The Queen»                                                                   | 2011 | —              | —              | —              | —              | —              | —              | —              | —              | —              | 150            |                                                 | Born This Way        |
| «White Christmas»                                                             | 2011 | —              | —              | —              | —              | —              | —              | —              | —              | —              | 87             |                                                 | A Very Gaga Holiday  |
| «Artpop»                                                                      | 2013 | —              | —              | —              | 185            | —              | —              | —              | —              | —              | —              |                                                 | Artpop               |
| «Diamond Heart»                                                               | 2016 | —              | —              | —              | —              | —              | —              | —              | —              | —              | 155            |                                                 | Joanne               |
| «John Wayne»                                                                  | 2016 | —              | —              | —              | —              | —              | —              | —              | —              | —              | 180            |                                                 | Joanne               |
| «Dancin' in Circles»                                                          | 2016 | —              | —              | —              | —              | —              | —              | —              | —              | —              | 186            |                                                 | Joanne               |
| «Angel Down»                                                                  | 2016 | —              | —              | —              | —              | —              | —              | —              | —              | —              | 152            |                                                 | Joanne               |
| «Music to My Eyes»                                                            | 2018 | —              | —              | —              | —              | —              | —              | —              | —              | —              | —              |                                                 | Народження зірки     |
| «Look What I Found»                                                           | 2018 | —              | 95             | —              | —              | —              | —              | —              | —              | —              | —              |                                                 | Народження зірки     |
| «Is That Alright?»                                                            | 2018 | 63             | 96             | 85             | —              | —              | —              | —              | —              | —              | —              |                                                 | Народження зірки     |
| «I'll Never Love Again»                                                       | 2018 | 36             | 15             | 43             | 61             | 10             | 61             | —              | 47             | 14             | 27             |                                                 | Народження зірки     |
| «—» означає, що сингл або не вийшов у цій країні, або не брав участі у чарті. |      |                |                |                |                |                |                |                |                |                |                |                                                 |                      |